# Иглулик
Иглулик (инуктитут: ᐃᒡᓗᓕᒃ, изписване на английски език: Igloolik или Iglulik) е село в северната канадска територия Нунавут с население 1538 души според данни от 2006 г. Основано е официално през 1976 г.
Разположено е на остров със същото наименование в източната част на протока Фюри енд Хекла, недалеч от полуостров Мелвил. Има данни, че местността е обитавана от 2000 г. пр.н.е. Съвременните заселници пристигат в областта през 1959 г.

## История
Сър Уилям Едуард Пари с двата си кораба „Фюри“ (Fury) и „Хекла“ (Hecla) става първият европеец, който посещава Иглулик. Пари и екипажът му презимуват там през 1822 – 1823 г.
Римокатолическа мисия се установява в местността през 1931 г. През 1939 г. компанията „Хъдсън Бей“ отваря пощенска станция. Училище е открито през 1960 г.
По-голямата част от хората в общността днес разчитат на традиционния начин за препитание – лов на елени, бели мечки, тюлени и риба.

## Галерия
- Традиционно инуитско облекло от района на Иглулик.
- Традиционен инукшук – указател за посока.
- Каменна църква в Иглулик.